# فيكتور ماهانا
فيكتور ماهانا (بالإسبانية: Víctor Mahana)‏ مواليد 12 أغسطس 1922 في سانتياغو - الوفاة 6 سبتمبر 2001، هو لاعب كرة سلة تشيلي. مثّل منتخب بلاده. شارك في دورة الألعاب الأولمبية الصيفية سنة 1948 وسنة 1952 وسنة 1956.

## روابط خارجية
- فيكتور ماهانا على موقع الاتحاد الدولي لكرة السلة (الإنجليزية)
- فيكتور ماهانا على موقع الاتحاد الدولي لكرة السلة (الإنجليزية)
- فيكتور ماهانا على موقع الاتحاد الدولي لكرة السلة (الإنجليزية)
- فيكتور ماهانا على موقع سبورتس رفرنس (الإنجليزية)
- فيكتور ماهانا على موقع أوليمبيديا (الإنجليزية)